# Karpenisi
Karpenisi (Grieks: Καρπενήσι) is sedert 2011 een fusiegemeente (dimos) in de Griekse bestuurlijke regio (periferia) Centraal-Griekenland. Het is de hoofdstad van de regionale eenheid Eurytanië of Evrytania (Ευρυτανία).
Karpenisi ligt in de vallei van de rivier Karpenisiotis (Καρπενησιώτης), een zijrivier van de Megdovas, in het zuidelijke deel van het Pindosgebergte. De berg Tymfristos, met de hoogste top Velouchi op 2,315 m hoogte, ligt direct ten noorden van de stad en de uitlopers van de berg Kaliakouda liggen in het zuiden. Vanwege de hoogte heeft Karpenisi een gematigd klimaat met het hele jaar door overvloedige regenval en veel koelere temperaturen. Sneeuwval is frequent en hevig in de winter, terwijl de zomers aangenaam warm zijn met koele nachten. Karpenisi heeft een skigebied en is vooral in de winter een populaire bestemming. Het wordt Zwitserland van Griekenland genoemd vanwege de gelijkenis met het bergachtige land en zijn schoonheid, atypisch voor een mediterrane plaats.
Karpenisi is beroemd om het gerecht Kokoretsi (κοκορέτσι), dat een grillgerecht is van de ingewanden van een geit of lam (lever, hart, nieren en longen op spies, omwikkelt door een darm).  

De zes deelgemeenten (dimotiki enotita) van de fusiegemeente zijn:
- Domnista (Δομνίστα)
- Fourna (Φουρνά)
- Karpenisi (Καρπενήσι)
- Ktimenia (Κτημένια)
- Potamia (Ποταμιά)
- Prousos (Προυσός)

## Afbeeldingen

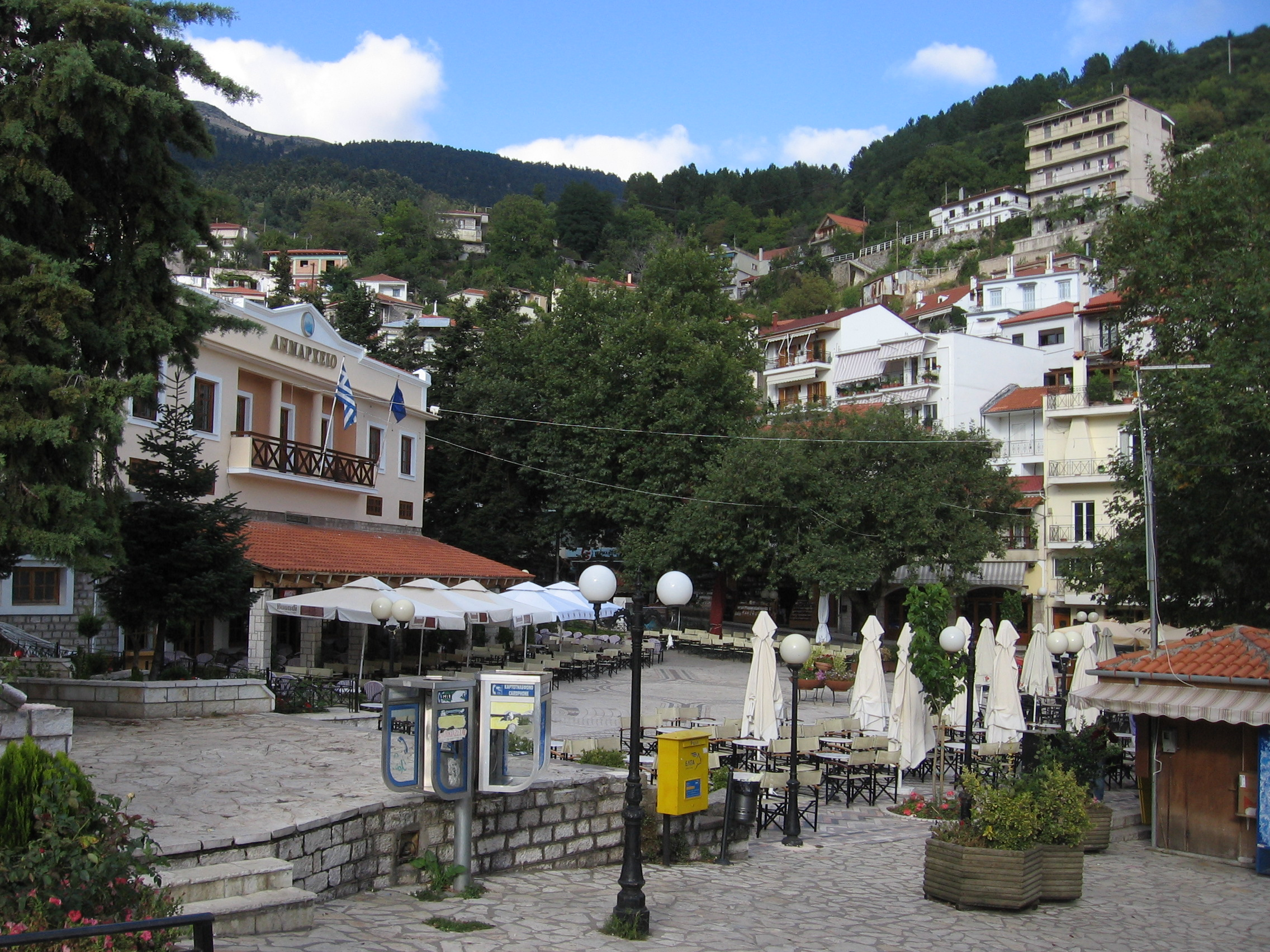
Centrum van Karpenisi
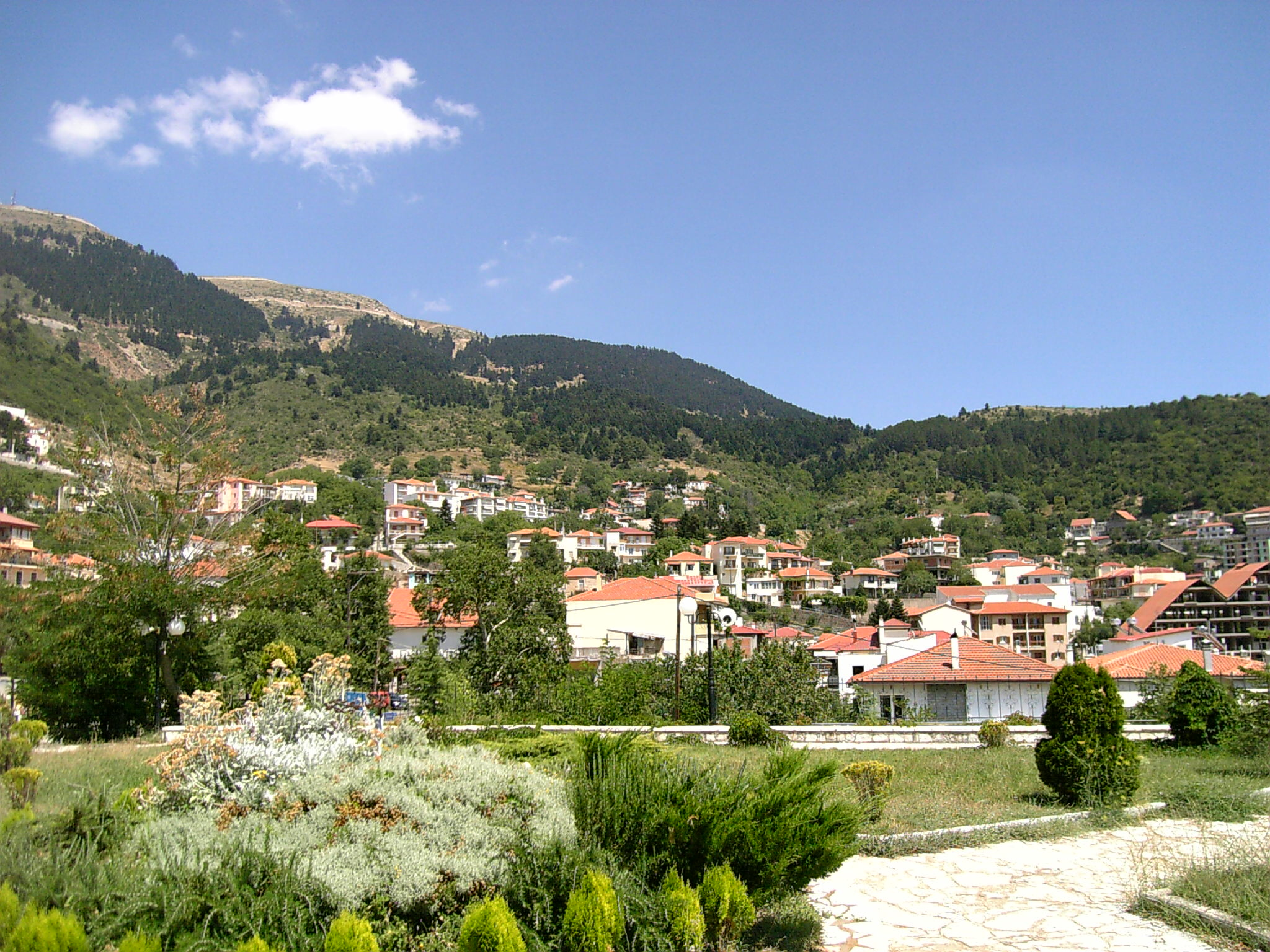
Zicht op Karpenisi